# Dolsk (województwo zachodniopomorskie)
Dolsk (do 1945 niem. Dölzig) – wieś w Polsce, położona w województwie zachodniopomorskim, w powiecie myśliborskim, w gminie Dębno. 
Według danych z 2014 miejscowość liczyła 202 mieszkańców.
Miejscowość znajdowała się od ok. 1250 na terytorium powstałej Nowej Marchii, do XVII w. w posiadaniu rodu von Schönebeck (dobra w ziemi golenickiej, chojeńskiej, myśliborskiej oraz gorzowskiej), następnie kilkukrotnie zmieniała właścicieli. W XIX w. Dolsk był jednym z największych majątków w okolicy. Od 1945 leży w granicach Polski.
Pośrodku wsi znajduje się barokowy kościół z lat 1740-41 z kwadratową trójczłonową wieżą, przebudowaną w 1878. W pobliżu południowego brzegu jeziora stoi ruina pałacu w stylu neogotyku angielskiego, pierwotnie średniowieczny zamek, który otrzymał obecny wygląd w wyniku przebudowy w XVIII w. i następnie w latach 1828, 1845 i 1889. Park przypałacowy w stylu angielskim założony został w 1832 prawdopodobnie według projekt Petera Josepha Lenné; obecnie elementy kompozycji przestrzennej uległy znacznemu zatarciu. Ponadto na terenie parku stoi Dom Ogrodnika zbudowany w 1861, we wsi kuźnia z 1781 oraz ruina młyna wodnego z 1 połowy XIX w., o konstrukcji drewnianej ryglowej.

## Toponimia
Pierwotna nazwa wsi mogła brzmieć Dolsk, od prasłowiańskiego dolъ „dół” z sufiksem -sk, co odpowiada rzeczywistemu ukształtowaniu terenu. Od niej prawdopodobnie pochodzą formy zgermanizowane Toltzick, Dölzig.
Nazwy na przestrzeni wieków: Toltzick 1337; Dolzik 1401; dotlzk 1456; Dolzig 1568; Doltzigk 1644; Dölzig 1833; Dölzig do 1945.

## Położenie
Wieś położona jest 5,5 km na płn.-wsch. od Barnówka, 7 km od Dębna, 11 km od Myśliborza i 34 km od Gorzowa.
Zgodnie z podziałem fizycznogeograficznym Polski według Kondrackiego teren na którym położony jest Dolsk należy do prowincji Niziny Środkowoeuropejskiej, podprowincji Pojezierza Południowobałtyckiego, makroregionu Pojezierze Południowopomorskie oraz w końcowej klasyfikacji do mezoregionu Równina Gorzowska.

## Integralne części wsi
| SIMC    | Nazwa   | Rodzaj  |
| ------- | ------- | ------- |
| 0179714 | Borne   | osada   |
| 0179832 | Skrodno | osada   |
| 0179855 | Turze   | kolonia |

## Środowisko przyrodnicze
Na północ od Dolska, w pobliżu wsi Dalsze, znajdują się żyzne siedliska łęgów jesionowo–wiązowych, tzw. Dolskie Łęgi – 73 ha brzozowego podmokłego lasu, ostateczny zespół zarośniętego jeziora. Rejon o charakterze pierwotnym, liczne gatunki ptactwa błotnego i bagiennego.

## Historia
- Ok. 5000 p.n.e. – pierwsze osadnictwo na okolicznych terenach, o czym świadczą przypadkowe znaleziska narzędzi kamiennych
- VIII-poł. X w. – w widłach Odry i dolnej Warty znajduje się odrębna jednostka terytorialna typu plemiennego[9], prawdopodobnie powiązana z plemieniem Lubuszan. Na północy od osadnictwa grupy cedyńskiej oddzielały ją puszcze mosińska (merica Massen) i smolnicka (merica Smolnitz). Mieszkańcy zajmowali się gospodarką rolniczo-hodowlaną.
- 960–972 – książę Mieszko I opanowuje tereny nadodrzańskie, obejmujące obręb późniejszej kasztelani cedyńskiej, ziemię kiniecką i kostrzyńską[10]
- 1005 (lub 1007) – Polska traci zwierzchność nad Pomorzem[11], w tym również nad terytorium w widłach Odry i dolnej Warty

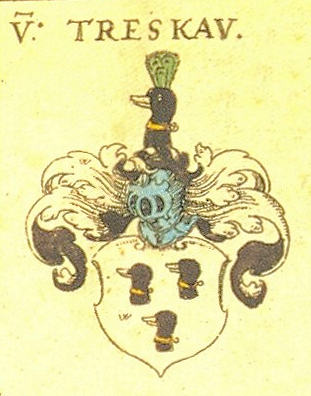
Herb rodu von Treskow z herbarza Johanna Siebmachera z 1605

- 1112-1116 – w wyniku wyprawy Bolesława Krzywoustego, Pomorze Zachodnie uznaje zwierzchność lenną Polski.
- Pocz. XIII w. – obszar na północ od linii Noteci-dolnej Warty i zachód od Gwdy w dorzeczu Myśli, Drawy, środkowej Iny, stanowi część składową księstwa pomorskiego; w niewyjaśnionych okolicznościach zostaje przejęty przez księcia wielkopolskiego Władysława Laskonogiego, a następnie jego bratanka, Władysława Odonica[12]
- 1250 – margrabiowie brandenburscy z dynastii Askańczyków rozpoczynają ekspansję na wschód od Odry; z zajmowanych kolejno obszarów powstaje z czasem Nowa Marchia
- 1320-1323 – po wygaśnięciu dynastii askańskiej, Nowa Marchia przejściowo przechodzi we władanie książąt pomorskich
- 1323 – władzę w Nowej Marchii obejmują Wittelsbachowie
- 1337 – pierwsza wzmianka w księdze ziemskiej margrabiego brandenburskiego Ludwika Starszego pod nazwą Toltzick (w ziemi golenickiej): Toltzick XLIIII, dos IIII. Hinrick von Schonenbergh pro seruicio VI, pactus II† solidos, taberna soluit X solidos[13] – wieś liczy 44 łany (mansos), wolne od ciężarów podatkowych są 4 łany parafialne (dos), lennikiem zobowiązanym do służby konnej jest Hinrick von Schonenbergh (von Schönebeck) posiadający 6 łanów, pakt (pactus) płacony rycerstwu przez chłopów wynosi 2⅛ szylingów (solidos)[14], opłata karczmy 10 szylingów. Do XVII w. wieś była w posiadaniu rodu von Schönebeck, który wybudował tu zamek.
- 1402-1454/55 – ziemie Nowej Marchii pod rządami zakonu krzyżackiego
- 1535-1571 – za rządów Jana kostrzyńskiego Nowa Marchia staje się niezależnym państwem w ramach Świętego Cesarstwa Rzymskiego
- 1538 – margrabia Jan kostrzyński oficjalnie wprowadza na terenie Nowej Marchii luteranizm jako religię obowiązującą
- Koniec XVII w. – majątek jest w posiadaniu Hansa von der Marwitz (1568-1618), posiadającego dobra w Smolnicy, Grzymiradzu i Zielinie (z linii zielińsko-grzymiradzkiej Marwitzów); jego żoną była Anna von der Goltz (1574-1645)
- 1644 – rodzina von Schönebeck wymieniana jeszcze jako właściciele „Doltzigk”
- 1618-1679 – majątek w posiadaniu Georga von der Marwitz (1606-1679), komendanta twierdzy Drezdenko
- 1679-1716 – majątek należy do Friedricha Wilhelma von der Marwitz (?-1716), syna Georga; żona Hedwig Sophie von Strauss z Czernikowa; od 1698 komendant Oderbergu, od 1703 generał-major kawalerii
- 1701 – powstanie Królestwa Prus
- 1716-1731 – po śmierci Friedricha Wilhelma von der Marwitz posiadłościami administruje jego syn Hans Georg, następnie od 1720 wspólnie ze swoim bratem Friedrichem Ludwigiem; Marwitzowie kupują folwarki Linde i Hammer (Buszów)

| Niemiecka nazwa              | Obiekt               | Położenie            | Polska nazwa                    | Ludność ok. 1820 | Ludność w 1852 |
| ---------------------------- | -------------------- | -------------------- | ------------------------------- | ---------------- | -------------- |
| Borne                        | leśniczówka, kolonia | 1 km na płd.         | Borne [osada wsi Dolsk]         |                  |                |
| Dölziger Hammer (Langestück) | część majątku        | 2,5 km na płd.-wsch. | Buszów                          |                  |                |
| Kuhdamm                      | kolonia              | 6 km na płn.         | Pszczelnik                      | 117              | 337            |
| Linde                        | folwark              | 5 km na płn.         | [nie istnieje]                  | 9                | 9              |
| Neu Rosenthal                | kolonia              | 3 km na płn.-zach.   | Sulisław [kolonia wsi Różańsko] |                  |                |
| Neuscheune                   | folwark              | 3,5 km na płn.-wsch. | Mystki                          |                  | 147            |
| Thur                         | kolonia              | 1 km na płn.-zach.   | Turze [kolonia wsi Dolsk]       |                  |                |
| Buchwerder (Soldin)          | osada                | 1,5 km na płd.       | Śniegoszewo [Dolsk]             |                  |                |

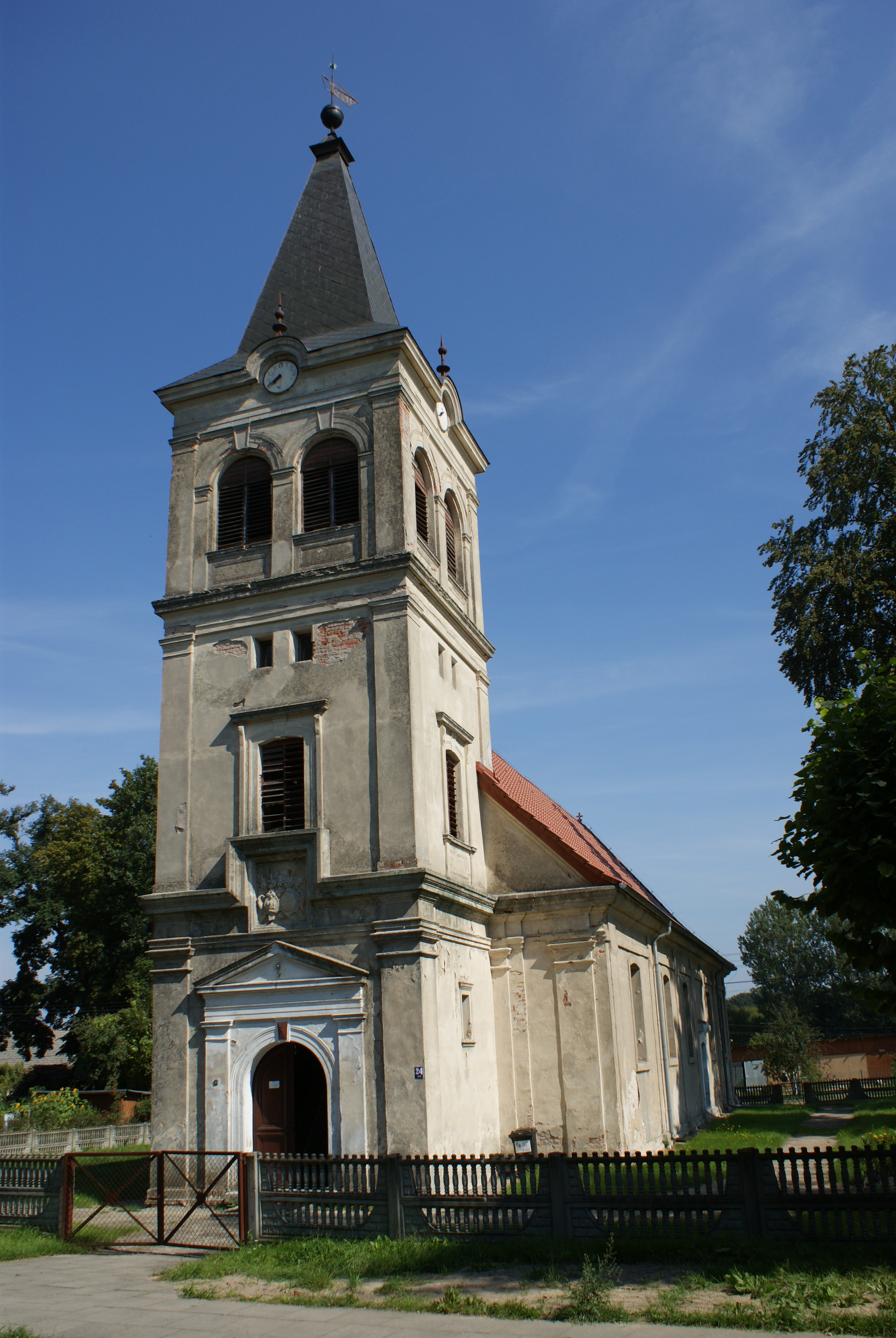
Kościół Matki Boskiej Częstochowskiej

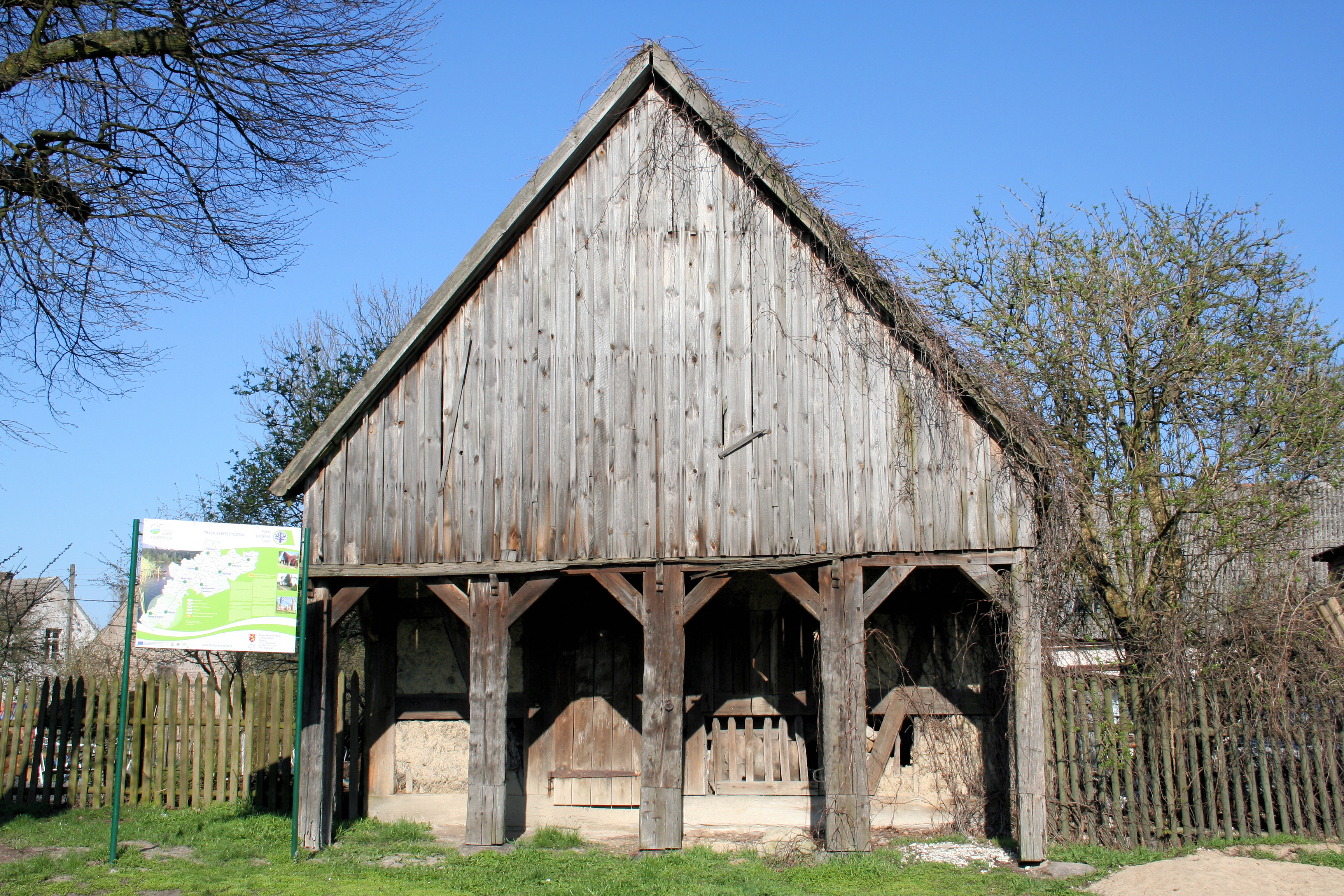
Kuźnia z 1781

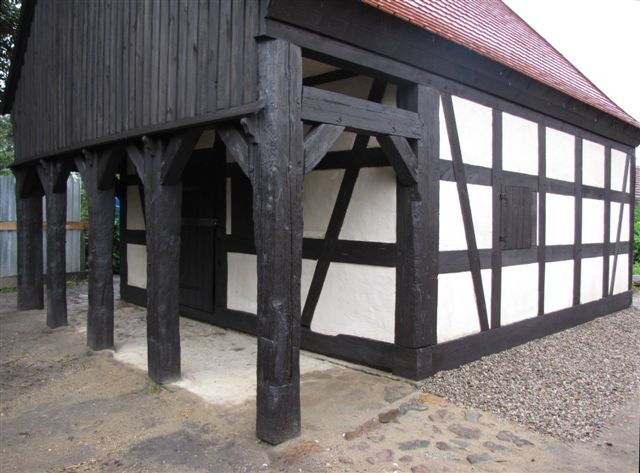
Kuźnia w Dolsku po remoncie w 2010r.

- 1731 – Marwitzowie sprzedają majątek Dolsk królewskiemu tajnemu radca sądowemu Hansowi Wilhelmowi von Mörner (zmarł w 1758)[27], właścicielowi Kłosowa; potwierdzenie sprzedaży następuje w 1734
- 1740–1741 – zbudowano kościół, z inicjatywy Hansa Wilhelma von Mörnera
- 1759 – po bezdzietnej śmierci von Mörnera, majątek w Dolsku nabywa kapitan Hans Albrecht Ernst von Bredow z Rościna
- 1766 – posiadłość nabywa szlachta von Lüders, która funduje istniejące budynki kuźni
- 1792 – majątek kupuje major Karl Otto von Tresckow (1745-1806) za 10,7 tys. talarów; następnie nabywa również folwark w Buszowie
- 1806-1807 – Nowa Marchia pod okupacją wojsk napoleońskich; na mocy traktatu w Tylży w dniu 12.07.1807 wojska francuskie opuszczają terytorium państwa pruskiego z wyjątkiem niektórych ważniejszych twierdz, pod warunkiem spłaty bądź zabezpieczenia nałożonej na Prusy kontrybucji wojennej
- 1807-1811 – reformy gospodarcze Steina- Hardenberga dotyczące zniesienia poddaństwa chłopów w Prusach
- 1808-36 – majątkiem administruje August Bernhard Karl von Tresckow (1.08.1782-4.03.1836), bratanek Karla Ottona von Tresckow, którego córkę poślubił 3.01.1808; w tym czasie na majątku ciąży hipoteczny dług zaciągnięty u kupca Salingera; z czasem hipotekę powiększono o kuźnię
- 1810 – August Bernhard Karl von Tresckow sprzedaje część ziemi koloniście F. Meyerowi
- 1815-1818 – reformy administracyjne Prus zmieniają strukturę Nowej Marchii; wieś należy do powiatu Myślibórz, w rejencji frankfurckiej, w prowincji brandenburskiej
- Do 1828 – August Bernhard Karl von Tresckow rozbudowuje pałac
- 1832 – rozszerzenie założenia parkowego w stylu angielskim
- 1845–1897 – właścicielem Dolska jest królewski szambelan Friedrich Carl Tassilio von Tresckow (ur. 29.10.1816 w Dolsku, zm. 26.6.1897 tamże), najstarszy syn Augusta Bernharda Karla. Dolsk jest jednym z największych majątków w okolicy – wraz z folwarkami i podległymi wioskami (folwark w Buszowie, młyn wodny, tartak, majątek sołtysi Różańsko, ⅛ zagród chłopskich oraz majątek Pszczelnik) posiada ok. 14 tys. mórg ziemi (tj. około 7,5 tys. ha ziemi), z czego grunty uprawne to ok. 4 tys., pozostałe części to lasy i łąki.
- 1845 – kolejna modernizacja pałacu, przeprowadzona przez Tassilio von Trescow
- 1871-1918 – Nowa Marchia w ramach zjednoczonej Drugiej Rzeszy Niemieckiej
- Ok. 1889 – Tassilio von Tresckow dokonuje gruntownej przebudowy pałacu
- 1898 – pochodzący z trzeciego małżeństwa Tassilio, syn Egon von Tresckow i wdowa Helene Herwarth z domu Bittenfeld, sprzedaja posiadłość w Dolsku grafowi Georgowi von Voss-Buch, kuzynowi Tresckowów. Sprzedał on uprzednio swoje majątki Buch i Karow oraz królewski majorat miastu Berlin wraz z prawem przeniesienia na Dolsk; po otrzymaniu tego prawa od cesarza, stał się on grafem Voss-Dölzig (od 1900).
- 1904 – umiera Georg von Voss-Buch; majątek przejmuje jego młodszy brat Max Wilhelm Karl Ferdinand von Voss-Stavenow, który staje się grafem von Voss-Dölzig. Ożeniony z Luise von Block, miał dwie córki i syna Karla-Achima, który zmarł 1 maja 1945 roku w Berlinie jako ostatni potomek tej linii rodu.
- 1930 – Dolsk zostaje zakupiony przez towarzystwo osadnicze, które dokonuje parcelacji ziemi na pojedyncze działki. Wycięto duże obszary lasów, drewno przeznaczając na budowę nowych domów. Dolsk staje się majętną wsią chłopską.
- 1944 – po nieudanym zamachu na Hitlera przeprowadzonym m.in. przez generała Henniga von Tresckow i śledztwie przeprowadzonym przez gestapo, odium winy spada również na pozostałą rodzinę Tresckow, której dobra konfiskuje III Rzesza; w zamku w Dolsku utworzono szkołę kadetów dla dzieci wyższych oficerów Wehrmachtu
- Po 1945 – pałac zamieniony na magazyn zboża, następnie nieużytkowany i dewastowany
- 1946 – utworzenie szkoły podstawowej
- 1968-1974 – działa zasadnicza szkoła rolnicza
- 1967 – pożar pałacu
- 1975 – likwidacja szkoły podstawowej; w wyniku zmiany podziału administracyjnego zlikwidowany zostaje powiat chojeński; wieś należy do województwa gorzowskiego i gminy Dębno
- 1975–1998 – miejscowość administracyjnie należy do województwa gorzowskiego
- Lata 90. XX w. – część terenu z pałacem staje się własnością prywatną, część pozostaje własnością Lasów Państwowych. Odtąd kompleks pałacowo-parkowy w Dolsku jest sukcesywnie restaurowany.
- 1999 – w ramach zmiany podziału administracyjnego wieś należy do województwa zachodniopomorskiego, powiatu myśliborskiego i gminy Dębno

| Imię i nazwisko                                         | Lata                  |
| ------------------------------------------------------- | --------------------- |
| von Schönebeck                                          | 1337, do XVII w.      |
| von der Marwitz                                         | Koniec XVII w. - 1731 |
| Hans Wilhelm von Mörner                                 | 1731-1759             |
| Hans Albrecht Ernst von Bredow                          | 1759-1766             |
| von Lüders                                              | 1766-1792             |
| von Tresckow                                            | 1792-1897             |
| von Voss-Buch, von Voss-Stavenow (jako von Voss-Dölzig) | 1898-1930             |

## Ludność
Ludność w ostatnich 3 stuleciach:

## Gospodarka
Struktura działalności gospodarczej na 01.01.2004:
| Dział       | Ilość |
| ----------- | ----- |
| Produkcja   | b.d   |
| Transport   | 1     |
| Handel      | 2     |
| Usługi      | 5     |
| Gastronomia | b.d   |

W Dolsku funkcjonują 35 gospodarstwa rolne o łącznej pow. 439,38 ha, nastawionych na produkcje rolną (ze względu na IV,V i VI klasę ziemi przeważa żyto, pszenżyto, owies, jęczmień, w mniejszym stopniu pszenica) oraz hodowlę bydła oraz trzody chlewnej.
Struktura gospodarstw indywidualnych (łącznie grunty fizyczne = 446,48 ha):
| Użytki rolne | Pow. w ha |
| ------------ | --------- |
| Orne         | 293,20    |
| Zielone      | 145,92    |
| Inne         | 0,26      |
| Razem        | 439,38    |

We wsi notuje się wysoką stopę bezrobocia, mieszkańcy migrują za granicę oraz zatrudniają się przy pracach sezonowych, m.in. w szkółkach leśnych, na wyplatanie wianków, zbieractwo owoców leśnych. W miejscowości funkcjonują 2 firmy świadczące usługi leśne, które w sezonie dają zatrudnienie nawet kilkudziesięciu osobom. Działa również firma transportowa oraz firmy ogólnobudowlane świadczące usługi w kraju i za granicą. W sołectwie funkcjonuje 1 sklep spożywczo–przemysłowy oraz gospodarstwo agroturystyczne.

## Organizacje i instytucje
- Sołectwo Dolsk – ogół mieszkańców wsi Dolsk, Borne, Turze stanowi Samorząd Mieszkańców Sołectwa; teren działania sołectwa obejmuje wieś Dolsk, Borne, Turze – w ich granicach administracyjnych; obecny sołtys – Eugeniusz Grochowski[32].
- Ochotnicza straż pożarna

## Edukacja
Dzieci uczęszczają do szkoły podstawowej w Różańsku, natomiast młodzież do gimnazjum publicznego w Smolnicy.
W Dolsku działała szkoła podstawowa, powstała w 1946, zlokalizowana w budynku z 1908 Funkcjonowała w systemie 7-klasowym, uczęszczały do niej dzieci z pobliskich miejscowości, tj. Mystek, Buszowa, Gajewa, Ostrowca, Sulisławia, Łąkomina. W latach 1968–1974 w szkole powstała zasadnicza szkoła rolnicza. Ze względu na zbyt mały przyrost naturalny i reformę administracyjną, w 1975 szkołę zlikwidowano, a uczniów przeniesiono do szkoły w Różańsku. Obecnie budynek stanowi dom mieszkalny.

## Atrakcje turystyczne
- Ruiny neogotyckiego pałacu
- Kościół Matki Boskiej Częstochowskiej
- Dom Ogrodnika – zbudowany w 1861 na terenie parku, szczytem po zachodniej stronie ulicy; murowany z cegły, parterowy z dwukondygnacyjnym bocznym ryzalitem, otynkowane elewacje zdobione boniowaniem oraz profilowaniem ościeży okiennych. Ok. poł. XIX w. przy domu ogrodnika zbudowano cieplarnię
- Kuźnia – zbudowana w 1781 (data na belce nad wejściem); konstrukcja ryglowa ze strychułowym wypełnieniem pól, później ściany częściowo przemurowane z kamienia i cegły. Usytuowana na płd. krańcu wsi, przy głównej ulicy. Własność gminy. W roku 2010 poddana gruntownemu remontowi dzięki środkom Zachodniopomorskiego Wojewódzkiego Konserwatora Zabytków w Szczecinie. Wpisana do rejestru zabytków pod nr kl.-V-O/7/55 z 22.04.1955 oraz 269 z 24.09.1979[35].
- Ruina młyna wodnego – 1 poł. XIX w., konstrukcja drewniana ryglowa. Opuszczony pod koniec lat 70. XX w., popadł w ruinę. Wpisany do rejestru zabytków pod nr 268 z 24.09.1979[35].
- Cmentarz rzymskokatolicki – dawniej ewangelicki, w płd.-wsch. części wsi przy drodze do Barnówka, otoczony murem z 2 poł. XIX o dł. 605 m, ok. 200 m od zabudowań wsi; pow. 1,86 ha. Najstarsze nagrobki z lat 1862, 1886. W części wsch. cmentarza aneks z bramą z XIX w. Obok cmentarza zabytkowa kaplica przycmentarna z XIX w., odrestaurowana w 2001, obecnie dom pogrzebowy.
- Przez Dolsk przebiegają szlaki turystyczne:  „Nad rzeką Kosą”,  „Szlak lasów i jezior”,  „Rezerwatów i pomników przyrody”.

## Okolice
- Jezioro Dolskie
- W niewielkiej odległości na południe znajduje się jezioro Postne z polem biwakowym